# Eastern Illinois University
L'Eastern Illinois University è un'università statunitense pubblica con sede a Charleston, nello Stato dell'Illinois.

## Storia
L'università fu fondata nel 1895 come Eastern Illinois State Normal School; nella sua storia ha cambiato più volte denominazione (Eastern Illinois State Teachers College e Eastern Illinois State College) sino ad assumere l'attuale denominazione nel 1957.

## Sport
I Panthers, che fanno parte della NCAA Division I, sono affiliati all'Ohio Valley Conference. L'atletica leggera, la pallacanestro e il football americano sono gli sport principali, le partite interne vengono giocate all'O'Brien Stadium e indoor alla Lantz Arena.

### Pallacanestro
Northern Illinois conta due apparizioni alla March Madness ma non è mai riuscita a vincere una partita venendo sempre eliminata al primo turno. Gli unici due Panthers che sono riusciti ad approdare in NBA sono Kevin Duckworth (2 volte All-Star) e Jay Taylor.